# 日産・ピボ

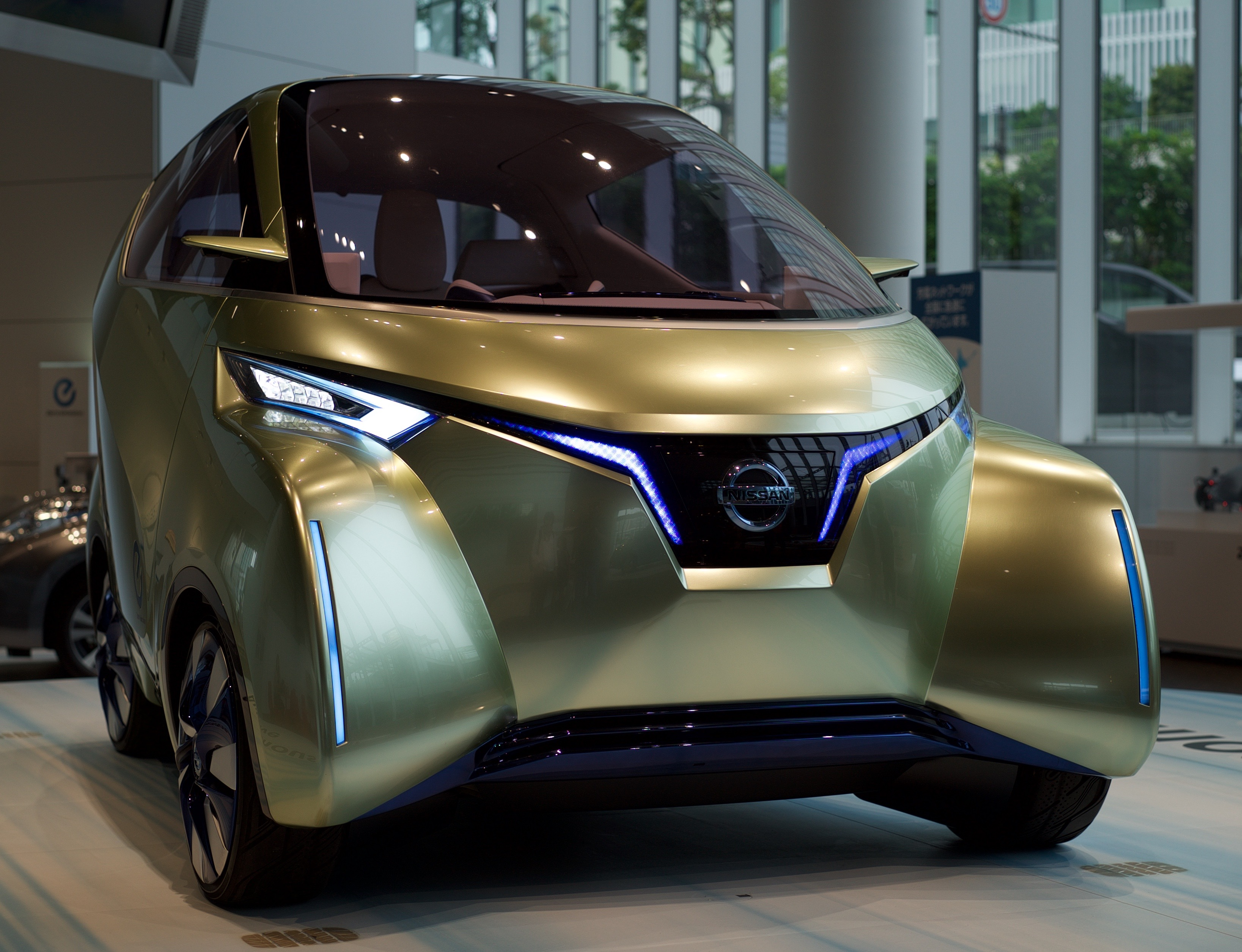
PIVO3

ピボ(PIVO)は日産自動車のコンセプトカーである。2005年に初登場し、2007年にバージョンアップしたピボ2(PIVO2)、2011年にピボ3(PIVO3)が発表された。
「PIVO」の名は英語で転換点、回転軸を表す「pivot」に由来する。

## 概要
バイワイヤ技術によって操作系を間接接続することによりキャビンが360°回転を可能とし、バック操作を不要としている。また、エンジンではなくモーターで駆動する電気自動車となっている。

## 初代 (PIVO)
2005年9月に日産ギャラリーで先行展示された後、同年10月の第39回東京モーターショーに出展された。
このモデルは、小回りが利くよう4WSとそれに適したプラットフォームが採用されており、その上に3人乗りのキャブで構成されている。キャブを180度回転させるだけで、方向転換ができる。この場合、制御は別の一対のホイールに移る。したがって、PIVOのすべてのホイールは回転する。これは、このモデルの全体的なコンセプトである、操作と駐車が容易なコンパクトなシティカーの要素を反映している。ドアは丸く、開くと後ろにスライドする。ヘッドライトとテールライトはコックピット上にあり、サイズの異なる2つのボールの形をしている。
インテリアは、前述のように3人乗りで、ドライバーは中央に座り、少し後ろの側面に2人が乗る。ステアリングホイールは非常に独特な形をしており、その後ろにはインストルメントパネルである小さな画面がある。ステアリングコラムの後ろには、路上での車両の現在位置を表示するセカンドスクリーンがある。視認性はピラーの車外にある特殊なビデオカメラと、死角となっているピラーにカメラからの映像を写すシースルーピラーによって強化され、キャビン内の特別なスクリーンに映し出される。また、4個のカメラで車から見下ろしたような映像を表示するアラウンドビューモニターを搭載している。このモデルは、2基（各アクスルに1基ずつ）のスーパーモーター電気モーターを搭載している。運転中はコックピット前部の1台のみ作動する。キャビンには、ドライバーの手を監視する赤外線センサーも内蔵されている。このセンサーのおかげで、ジェスチャーで車内のシステムを制御できる（たとえば手のひらをそっと上げると、音楽が大きくなる）。

## 2代目(PIVO2)
初代モデルが発表されてから2年後にあたる2007年10月5日、アップデート版である「PIVO2」が日産ギャラリーで発表された。全体のコンセプトは変わらず、4輪プラットフォーム上に3人乗りの回転キャブの造りである。ドアは1つしかなく、イセッタと同様にフロントに配置されているため、キャブのどの位置でも開くことができる。四輪にモーターを搭載することにより、独立させてタイヤをすべて90度回転させられるメタモ・システムを採用している。このシステムによって、横向き走行や縦列駐車が素早くできる。インテリアには先代同様に3つの座席があり、操作系はドアに配置されている。ステアリングホイールは操舵輪の形をしており、その中央にはコックピットの回転を制御するためのボタンがある。その後ろには、スクリーンの形をしたダッシュボードと、「ロボティック・エージェント」と呼ばれるアシスタントロボットの「頭」がある。このロボットには2つのカメラアイがあり、ドライバーの顔を認識して気分や状態をモニターする。アシスタントは、街中での運転の仕方や、車内のシステムの操作方法についてアドバイスを与えることができる。ドライバーの機嫌が悪いと、ロボットは、例えば、陽気な曲をかけたり、画面に何らかのメッセージを表示したりして、ドライバーを助けようとする。ロボットは日本語と英語の2か国語しか話せない。
このモデルは非常に柔軟なシャーシを採用していて、ブレーキング時には前輪が前に出て互いに向かい合い、旋回時には外側の車輪が外側に出てコースを広げる。このような車輪とサスペンションの柔軟性は、日本の富士大学が開発した3Dモーターの電気モーターによってもたらされている。PIVO2には、各車輪に1つずつ、合計4つのモーターが搭載されている。このモーターは当時まだ最終調整中であったと公表されていたもので、機構としては回転子と固定子が並列に配置されており、互いの内部にはない。バッテリーはNECエレクトロニクスと共同で開発した。総航続距離は100 kmで、冷却は液冷式である。
2007年10月26日の第40回東京モーターショーに出展されたほか、2008年4月の北京モーターショーでも初披露された。

## 3代目(PIVO3)
2011年11月12日　日産ギャラリーで、先行展示および走行シーンを披露し、同月30日の第42回東京モーターショーで第3弾が発表された。PIVO3は、以前の2つのモデルとは大きく異なり、回転するコックピットがなくなった。また、先の2台とは根本的に異なる現実的なデザインになり、従来のAセグメント車に近い外観となった。2枚のドアが復活し、最初のモデルと同様に、後ろにスライドする。また、四輪を自由自在に動かすことが出来る「インホイールモーター」を採用し、後輪操舵も搭載している。車輪は90度回転し、ほぼその場で簡単に向きを変えることができる。各車輪には電気モーターが1基ずつ搭載されているが、詳細な仕様は明らかにされていない。
室内もすべてが3人乗り。ステアリングホイールの後ろにはナビゲーターとインストルメントパネルを備えたスクリーンがある。Pivo 3には「オート・バレー・パーキング」システムが搭載されており、スマートフォンを介して自動で駐車したり、駐車スペースから車をオーナーの元まで呼び出したりすることができる（ただし、これは専用の駐車場でのみ機能する）。PIVO3は降りた後も便利で、「auto VP」というところに手をかざせば、道路と通信しながら、駐車場まで戻り、充電することもできる。
当時の日産自動車の役員であったフランソワ・バンコンは、次のように述べている。